# Biblia de Knox
The Holy Bible: A Translation From the Latin Vulgate in the Light of the Hebrew and Greek Originals es una versión católica de la Biblia en tres volúmenes (más tarde publicada en ediciones de un volumen) traducida por Monseñor Ronald Knox, el teólogo, sacerdote y escritor inglés. Es más comúnmente conocido como la Biblia Knox o la Versión Knox.
Se basa en la Vulgata clementina de 1592, con ajustes. Originalmente se ofrecieron dos versiones diferentes de los Salmos para reflejar la reciente introducción del Salterio Pian.

## Origen y publicación
En 1936, las jerarquías católicas de Inglaterra y Gales le pidieron a Ronald Knox que emprendiera una nueva traducción de la Vulgata con el uso del lenguaje contemporáneo y a la luz de los manuscritos hebreos y griegos. Cuando se publicó el Nuevo Testamento en 1945, no tenía la intención de reemplazar la versión de Rheims, sino que se utilizaría junto con él, como señaló Bernard Griffin, arzobispo de Westminster, en el prefacio.
Con el lanzamiento de la versión de Knox del Antiguo Testamento en 1950, la popularidad de las traducciones basadas en la Vulgata disminuyó a medida que las autoridades de la Iglesia promovieron el uso de Biblias basadas principalmente en textos hebreos y griegos después de la encíclica Divino afflante Spiritu de 1943. La Biblia Knox fue, sin embargo, una de las versiones vernáculas aprobadas de la Biblia utilizada en las lecturas del Leccionario para la misa desde 1965 hasta principios de la década de 1970, junto con la Biblia de la Confraternidad.

## Estilo
El estilo de la traducción es en inglés idiomático y mucho más libre en la representación de pasajes que la versión de Douay. Con los libros deuterocanónicos, la interpretación de los pasajes se acercó a la Septuaginta. Cuando el latín parecía dudar, la traducción del texto se basó en otros idiomas, con la traducción al latín colocada en la nota al pie.

## Ediciones posteriores
Templegate Publishers produjo un facsímil del Nuevo Testamento en 1997.
Baronius Press obtuvo los derechos para el trabajo de la Arquidiócesis de Westminster en 2009 y su nueva edición encuadernada en cuero de la traducción de Monseñor Knox se publicó en octubre de 2012.
El arzobispo anglicano de Canterbury, Rowan Williams, comentó en la nueva edición de Baronius Press que "la traducción de la Biblia de Ronald Knox sigue siendo un logro excepcional tanto de erudición como de dedicación literaria. Una y otra vez evita con éxito las opciones convencionales y le da al texto de las Escrituras un sabor fresco, a menudo con un giro de frase brillantemente idiosincrásico. Sin duda merece una nueva publicación, estudio y uso".